# Roberto
Roberto ist ein männlicher Vorname, die italienische, spanische und portugiesische Form des Vornamens Robert. Weiteres zu Herkunft und Bedeutung des Namens siehe hier.

## Namensträger

### Vorname

#### A
- Roberto Aballay (1922–1982), argentinischer Fußballspieler
- Roberto Abbondanzieri (* 1972), argentinischer Fußballspieler
- Roberto Acuña (* 1972), paraguayischer Fußballspieler
- Roberto Aguayo (* 1994), US-amerikanischer American-Football-Spieler
- Roberto Alagna (* 1963), französischer Opernsänger
- Roberto Albanese (* 1973), deutscher Tänzer, Tanzsporttrainer und Choreograf
- Roberto Ampuero (* 1953), chilenischer Schriftsteller, Kolumnist und Universitätslehrer
- Roberto Anzolin (1938–2017), italienischer Fußballtorwart
- Roberto Arlt (1900–1942), argentinischer Schriftsteller
- Roberto Assagioli (1888–1974), italienischer Arzt und Psychologe
- Roberto Aussel (* 1954), argentinischer Gitarrist
- Roberto Ayala (* 1973), argentinischer Fußballspieler

#### B
- Roberto Baggio (* 1967), italienischer Fußballspieler
- Roberto Baronio (* 1977), italienischer Fußballspieler und -trainer
- Roberto Bartol (* 1995), kroatischer Poolbillardspieler
- Roberto Benigni (* 1952), italienischer Schauspieler
- Roberto Bettega (* 1950), italienischer Fußballspieler
- Roberto Bianconi (* 1939), italienischer Architekt
- Roberto Blanco (* 1937), deutscher Schlagersänger und Schauspieler
- Roberto Bolle (* 1975), italienischer Balletttänzer
- Roberto Boninsegna (* 1943), italienischer Fußballspieler

#### C
- Roberto Cáceres (* 1978), ehemaliger chilenischer Fußballspieler
- Roberto Cappelluti (* 1965), deutscher Fernsehmoderator und DJ
- Roberto Carboni (* 1958), italienischer Ordensgeistlicher, Erzbischof von Oristano und Bischof von Ales-Terralba
- Roberto Carboni (Roberto Eduardo Carboni; * 1985), argentinischer Fußballspieler
- Roberto Carlos (* 1973), brasilianischer Fußballspieler
- Roberto Caruso (* 1967), italienischer Radsportler
- Roberto Cesaro (* 1986), italienischer Radsportler
- Roberto Chery (1896–1919), uruguayischer Fußballspieler
- Roberto Chiappa (* 1973), italienischer Radsportler
- Roberto Chile (* 1954), kubanischer Dokumentarfilmer und Fotograf
- Roberto Clemente (1934–1972), puerto-ricanischer Baseballspieler
- Roberto Colciago (* 1968), italienischer Automobilrennfahrer
- Roberto Colombo (* 1975), italienischer Fußballspieler
- Roberto Conti (* 1964), italienischer Radsportler
- Roberto Cravero (* 1964), italienischer Fußballspieler
- Roberto Crivello (* 1991), italienischer Fußballspieler

#### D
- Roberto D’Aversa (* 1975), deutsch-italienischer Fußballspieler
- Roberto De Zerbi (* 1979), italienischer Fußballspieler und -trainer
- Roberto Di Matteo (* 1970), schweizerisch-italienischer Fußballspieler und -trainer
- Roberto Donadoni (* 1963), italienischer Fußballspieler und -trainer
- Roberto Donís (1934–2008), mexikanischer Maler

#### F
- Roberto Farinacci (1892–1945), italienischer Rechtsanwalt, Journalist und faschistischer Politiker
- Roberto Ferrari (1923–1996), italienischer Fechter
- Roberto Ferrari (* 1965), argentinischer Geistlicher, Weihbischof in Tucumán
- Roberto Ferrari (* 1983), italienischer Radsportler
- Roberto Ferrari (1890–1954), italienischer Turner
- Roberto Firmino (* 1991), brasilianischer Fußballspieler
- Roberto Fleitas (1932–2024), uruguayischer Fußballspieler und -trainer
- Roberto Fortunato (* 1964), italienischer Radsportler
- Roberto Franco (* 1964), italienischer Freestyle-Skier

#### G
- Roberto Gagliardini (* 1994), italienischer Fußballspieler
- Roberto Gatto (* 1958), italienischer Jazz-Schlagzeuger und Komponist
- Roberto González Fernández (* 1948), spanischer Kunstmaler des Realismus
- Roberto Guana (* 1981), italienischer Fußballspieler

#### H
- Roberto Hategan (* 2001), US-amerikanischer Fußballspieler
- Roberto Heras (* 1974), spanischer Radrennfahrer

#### I
- Roberto Inglese (* 1991), italienischer Fußballspieler
- Roberto Insigne (* 1994), italienischer Fußballspieler
- Roberto Irañeta (1915–1992), argentinischer Fußballspieler

#### J
- Roberto Jiménez Gago (* 1986), spanischer Fußballtorhüter

#### L
- Roberto Lacorte (* 1968), italienischer Unternehmer und Automobilrennfahrer
- Roberto Leopardi (* 1933), uruguayischer Fußballspieler
- Roberto Locatelli (* 1974), italienischer Motorradrennfahrer
- Roberto Longo (* 1953), italienischer Mathematiker und Physiker
- Roberto Longo (* 1984), italienischer Radrennfahrer
- Roberto Lucifredi (1909–1981), italienischer Politiker
- Roberto Luongo (* 1979), kanadischer Eishockeytorwart

#### M
- Roberto Mancini (* 1964), italienischer Fußballspieler und -trainer
- Roberto Mastroianni (* 1964), italienischer Jurist
- Roberto Matta (1911–2002), chilenischer Architekt, Bildhauer und Maler
- Roberto Mazzoleni (* 1964), ehemaliger italienischer Leichtathlet
- Roberto Medellín Ostos (1881–1941), mexikanischer Pharmazeut und Hochschullehrer
- Roberto Michelucci (1922–2010), italienischer Violinist
- Roberto Montenegro Nervo (1887–1968), mexikanischer Künstler
- Roberto Morinini (1951–2012), Schweizer Fußballspieler und -trainer
- Roberto Mozzini (* 1951), italienischer Fußballspieler
- Roberto Mussi (* 1963), italienischer Fußballspieler
- Roberto Muzzi (* 1971), italienischer Fußballspieler

#### N
- Roberto Nurse (* 1983), panamaischer Fußballspieler

#### O
- Roberto Órdenes (* 1981), ehemaliger chilenischer Fußballspieler
- Roberto Oros di Bartini (1897–1974), sowjetischer Flugzeugkonstrukteur italienischer Abstammung

#### P
- Roberto Pasolini (* 1971), italienischer römisch-katholischer Ordensgeistlicher
- Roberto Paternostro (* 1957), österreichischer Dirigent
- Roberto Pereyra (* 1991), argentinischer Fußballspieler
- Roberto Petito (* 1971), italienischer Radsportler
- Roberto Piazza (* 1945), französischer Sänger, siehe Little Bob
- Roberto Piccoli (* 2001), italienischer Fußballspieler
- Roberto Poggiali (* 1941), italienischer Radsportler
- Roberto Porta (1913–1984), uruguayisch-italienischer Fußballspieler und -trainer
- Roberto Pruzzo (* 1955), italienischer Fußballspieler und -trainer
- Roberto Puddu (* 1987), italienischer Fußballspieler

#### Q
- Roberto Quintanilla (* 1947), mexikanischer Unternehmer und Autorennfahrer
- Roberto Quiroz (* 1992), ecuadorianischer Tennisspieler

#### R
- Roberto Ravaglia (* 1957), italienischer Automobilrennfahrer
- Roberto Raviola (1939–1996), italienischer Comiczeichner
- Roberto Reynero (* 1965), ehemaliger chilenischer Fußballspieler
- Roberto Rivelino (* 1946), brasilianischer Fußballspieler
- Roberto Rolfo (* 1980), italienischer Motorradrennfahrer
- Roberto Romanello (* 1976), britischer Pokerspieler
- Roberto Pinheiro da Rosa (* 1998), brasilianischer Fußballspieler
- Roberto Rosato (1943–2010), italienischer Fußballspieler
- Roberto Rossellini (1906–1977), italienischer Filmregisseur

#### S
- Roberto Salvadori (* 1950), italienischer Fußballspieler
- Roberto Saviano (* 1979), italienischer Schriftsteller und Journalist
- Roberto Sgorbati, italienischer Automobilrennfahrer
- Roberto Soriano (* 1991), italienischer Fußballspieler
- Roberto Sosa (1930–2011), honduranischer Schriftsteller
- Roberto Sosa (* 1975), argentinischer Fußballspieler
- Roberto Eduardo Sosa (1935–2008), uruguayischer Fußballspieler
- Roberto Spampatti (* 1965), ehemaliger italienischer Skirennläufer
- Roberto Stellone (* 1977), italienischer Fußballspieler

#### T
- Roberto Tancredi (* 1944), italienischer Fußballspieler
- Roberto Tomassini (* 1962), ehemaliger san-marinesischer Radrennfahrer
- Roberto Traficante (* 1984), italienischer Radsportler
- Roberto Tricella (* 1959), italienischer Fußballspieler
- Roberto Trotta (* 1949), argentinischer Fußballspieler und -trainer

#### U
- Roberto Ubaldini (1581–1635), italienischer Bischof und Kardinal der Römischen Kirche

#### V
- Roberto Visentini (* 1957), italienischer Radsportler

#### W
- Roberto Welin (* 1966), schwedischer Boxer im Weltergewicht und Halbmittelgewicht

#### Y
- Roberto Yáñez (* 1974), deutsch-chilenischer Maler, Dichter und Songwriter

#### Z
- Roberto Zanetti (* 1954), Schweizer Politiker (SP)
- Roberto Zapperi (* 1932), italienischer Historiker und Schriftsteller
- Roberto Zorzi (* ≈1962), italienischer Jazz- und Fusionmusiker

### Künstlername
- Zé Roberto (José Roberto da Silva Júnior; * 1974), brasilianischer Fußballspieler (Bayern 04 Leverkusen, FC Bayern München, Hamburger SV)
- Zé Roberto (José Roberto Gomes Santana; * 1978), brasilianischer Fußballspieler
- Zé Roberto (José Roberto de Oliveira; * 1980), brasilianischer Fußballspieler (FC Schalke 04)

### Familienname
- Alessandro Roberto (* 1977), italienischer Skirennläufer
- Benedito Roberto (1946–2020), angolanischer Geistlicher, Erzbischof von Malanje
- Holden Roberto (1923–2007), angolanischer Politiker und Guerilla-Führer
- Jak Roberto (* 1993), philippinischer Schauspieler, Sänger und Model
- Josimar Rodrigues Souza Roberto (* 1987), brasilianischer Fußballspieler
- Marcos Roberto (1941–2012), brasilianischer Musiker
- Paolo Roberto (* 1969), schwedischer Boxer, Schauspieler und Fernsehmoderator
- Sergi Roberto (* 1992), spanischer Fußballspieler
- Umberto Roberto (* 1969), italienischer Klassischer Philologe und Althistoriker

## Diverses
- Roberto (1969–1988), amerikanisches Rennpferd, Sieger des Epsom Derby